# Louis Roger Brûlart de Sillery
Louis Roger Brûlart de Sillery, né en 1619 et mort en 1691, est un officier supérieur français.

## Famille
Louis Roger Brûlart, marquis de Sillery, est le fils de Pierre Brûlart de Sillery et de Charlotte d'Étampes-Valençay. Il a épousé, en 1638, Marie-Catherine de La Rochefoucauld, sœur du mémorialiste François de La Rochefoucauld. 

## Biographie
Il commence sa carrière militaire comme capitaine au régiment de Turenne, puis est mestre de camp de son régiment. Il participe à la guerre de Trente Ans, notamment à la bataille des Dunes et au siège de Dunkerque. Il participe à la guerre austro-turque, à la campagne d'Allemagne sous le commandement de Turenne.
Il est gouverneur de Damvillers (Luxembourg français) pendant la Fronde, à la fin de laquelle La Rochefoucauld se réfugia chez lui. En 1668 il est gouverneur d'Épernay. En 1680, il est fait gouverneur du duc de Chartres, fils ainé de Philippe II d'Orléans.
Il se retire chez son beau-frère à Liancourt.
Saint-Simon dit de lui : « Ruiné, servit peu ; il était fort aimable, et fort du grand monde ». Adolphe Chéruel lui prête une liaison avec Catherine Henriette d'Angennes.

## Roger Brûlart de Sillery
Son fils aîné Roger Brûlart, marquis de Sillery, vicomte de Puysieulx, dit « marquis de Puysieulx » (1640-1719) fut ambassadeur en Suisse de 1697 à 1708. Il fut fait chevalier de l'ordre du Saint-Esprit en 1705.